# Continentale helling

Schematisch overzicht van de overgang tussen continent en oceaan.

De continentale helling (Engels: continental slope) is de zone waar de zeebodem overgaat van het continentaal plat naar de diepere oceaan. De oceaanbodem ligt gemiddeld op zo'n 2 à 3 km diepte onder de zeespiegel, terwijl het continentaal plat hooguit een paar honderd meter onder zeeniveau ligt. De continentale helling overbrugt dus een hoogteverschil van een paar kilometer. Aan de voet van de continentale helling wordt de helling van de zeebodem minder en gaat de helling over in de continentale verheffing, die nog verder overgaat in de abyssale vlakte van de oceaanbodem.
Geologisch gezien wordt de helling gevormd door het verschil in dikte tussen oceanische en continentale korst. Op de helling vinden processen van massabeweging plaats, waarbij onder water diepe kloven worden uitgesleten. Onderaan de helling komen deze massabewegingen tot stilstand in puinwaaiers. De afzettingen in deze puinwaaiers worden turbidieten genoemd.